# Midila
Midila is een geslacht van vlinders van de familie van de grasmotten (Crambidae), uit de onderfamilie van de Midilinae. De wetenschappelijke naam en de beschrijving van dit geslacht werden voor het eerst in 1859 gepubliceerd door Francis Walker. De soorten van dit geslacht komen alleen in Midden- en Zuid-Amerika voor.

## Soorten
- M. agrippina Munroe, 1970
- M. albipes (Pagenstecher, 1892)
- M. bordonorum Munroe, 1972
- M. carneia Druce, 1902
- M. centralis Munroe, 1970
- M. crenulimargo Munroe, 1970
- M. daphne (Druce, 1895)
- M. discolor Munroe, 1970
- M. equatorialis Munroe, 1970
- M. fonteboalis Munroe, 1970
- M. guianensis Munroe, 1970
- M. lamia Munroe, 1970
- M. larua Munroe, 1970
- M. latipennis Munroe, 1970
- M. leonila Lopez-Torres, 1985
- M. martineziana Pastrana, 1960
- M. poppaea Munroe, 1970
- M. rommeli Lopez-Torres, 1985
- M. quadrifenestrata Herrich-Schäffer, 1858
- M. soror Munroe, 1970
- M. strix Munroe, 1970
- M. sympatrica Munroe, 1970
- M. thessala Munroe, 1970
- M. trilineata Amsel, 1956